# Unnan
Unnan (雲南市?, Unnan-shi) è una città giapponese della prefettura di Shimane.